# Oriana Masternak
Oriana Masternak – polska skrzypaczka, kameralistka i pedagożka. Doktor habilitowana sztuk muzycznych, wykładowczyni Akademii Muzycznej im. Krzysztofa Pendereckiego w Krakowie. Ważnym elementem artystycznej działalności skrzypaczki jest praca w zespołach kameralnych: od 2014 roku współtworzy zespół Messages Quartet, a od 2019 współpracuje z pianistką Justyną Danczowską. Występowała podczas  festiwali: Norfolk Chamber Music Festival (USA), FestivalPablo Casals (Prades), Mozartiade (Augsburg), Kalkalpen Festival (Grossraming), Pacific Music Festival (Sapporo), 21. Frühling Wiener Festival (Konzerthaus, Wiedeń), Warszawska Jesień czy Sacrum Profanum. W styczniu 2012 roku wystąpiła w słynnej sali Musikverein w Wiedniu, w listopadzie 2014 roku w Muzeum im. Puszkina w Moskwie, zaś w grudniu 2015 roku w nowojorskiej Carnegie Hall. Jesienią 2019 roku została zaproszona do wykonania 13 recitali z muzyką polską w najbardziej prestiżowych salach koncertowych Chin. Przy fortepianie towarzyszyła jej Justyna Danczowska. Oriana Masternak prowadzi kursy w ramach Małopolskiej Akademii Talentów w Łącku, a także Letniej Akademii Muzycznej w Krakowie. 
W 2024 roku otrzymała prestiżowy grant naukowy w programie Sonata Bis Narodowego Centrum Nauki. 
Oriana Masternak od 2024 r. pełni funkcję Kierownika Katedry Skrzypiec i Altówki w Akademii Muzycznej im. Krzysztofa Pendereckiego w Krakowie.

## Dyskografia
- Wajnberg, Tansman, Przybylski. Clarinet Quintets (z Messages Quartet & Piotrem Lato | DUX, 2024)
- Bacewicz & Tansman: Piano Quintets (z Messages Quartet & Julią Kociuban | DUX, 2021)[4]
- Parallels (z Justyną Danczowską | DUX 2021)[5]
- Messages (z Messages Quartet | DUX 2020)[6]
- Philipp Scharwenka: Works for Violin and Piano (z Sławomirem Cierpikiem | Acte Préalable)[7]
- Szymon Laks: String Quartets (z Messages Quartet | DUX, 2017)[8]
- Lucien Durosoir: music for violin & piano (z Sławomirem Cierpikiem | AM, 2011)[9]